# 自資專上教育委員會
自資專上教育委員會（英語：Committee on Self-financing Post-secondary Education）是香港政府於2012年4月1日成立的非法定諮詢委員會，委員會主要就香港自資專上教育界別的發展，從宏觀及策略角度提供意見，以及制定守則，委員會亦提供討論自資專上教育事宜的平台，提升界別的質素及促進專上教育的發展，並為香港市民提供最新和全面的自資專上教育資訊。委員會的首任主席是雷添良。

## 職權範圍
自資專上教育委員會的職責是就下列事宜向教育局局長提供意見：
1. 自資專上教育界別共同關心的宏觀與策略事宜；
2. 自資專上教育界別的質素和發展[10]；
3. 教育局向委員會提出的各種專上教育事宜。

委員會在履行職能時可成立小組委員會、僱用專業服務和進行研究，如有需要可增補委員會的成員。

## 綜合資訊發放及課程報名服務
委員會的「自資專上教育平台」，可為公眾提供自資專上課程的綜合資訊及一站式的網上報名服務：
- 經評審專上課程資料網（iPASS）
- 專上課程電子預先報名平台（E-APP）

## 自資專上院校
自資專上院校包括所有在香港開辦本地認可自資專上課程的教育機構（下列機構依校名的英文拼寫排列）：
- 明愛白英奇專業學校
- 明愛社區書院
- 聖方濟各大學（前稱「明愛專上學院」）
- 香港城市大學
  - 香港城市大學專業進修學院
- 宏恩基督教學院
- 港專學院
- 香港大學專業進修學院保良局何鴻燊社區書院
- 香港三育書院
- 香港藝術學院（香港藝術中心附屬機構）
- 香港浸會大學
  - 電影學院
  - 國際學院
  - 持續教育學院
- 香港珠海學院
- 香港專業進修學校
- 香港科技專上書院
- 香港都會大學
  - 李嘉誠專業進修學院
- 香港能仁專上學院
- 香港樹仁大學
- 嶺南大學
  - 嶺南大學持續進修學院
- 香港中文大學
  - 香港中文大學專業進修學院
- 香港教育大學
- 香港恒生大學
- 香港理工大學
  - 香港專上學院
  - 專業進修學院
- 香港科技大學
- 香港大學
  - 香港大學專業進修學院
  - 香港大學附屬學院
- 東華學院
- 香港伍倫貢學院
- 職業訓練局
  - 香港專業教育學院 / 香港知專設計學院
  - 才晉高等教育學院
  - 香港高等教育科技學院
- 耀中幼教學院
- 青年會專業書院

## 外部連結
- 自資專上教育委員會 （页面存档备份，存于）